# Comuna Vînohradove, Sakî
Vînohradove (în ucraineană Виноградове) este o comună în raionul Sakî, Republica Autonomă Crimeea, Ucraina, formată din satele Vitrivka și Vînohradove (reședința).

## Demografie
Componența lingvistică a comunei Vînohradove
     Rusă (75,72%)
     Ucraineană (20%)
     Tătară crimeeană (2,1%)
     Alte limbi (0,39%)
Conform recensământului din 2001, majoritatea populației comunei Vînohradove era vorbitoare de rusă (75,72%), existând în minoritate și vorbitori de ucraineană (20%) și tătară crimeeană (2,1%).